# Melanophryniscus fulvoguttatus
Melanophryniscus fulvoguttatus és una espècie d'amfibi que viu a l'Argentina, el Brasil i Paraguai.
Està amenaçada d'extinció per la pèrdua del seu hàbitat natural.